# Veličanstvena kruna
Veličanstvena kruna (glorijoza, lat. Gloriosa), biljni rod ljekovitih trajnica iz porodice mrazovčevki, smješten u tribus Colchiceae. Postoji 11 priznatih vrsta u Africi i jugu Azije.

## Vrste
1. Gloriosa baudii (A.Terracc.) Chiov.
2. Gloriosa carsonii Baker
3. Gloriosa flavovirens (Dammer) J.C.Manning & Vinn.
4. Gloriosa lindenii (Baker) J.C.Manning & Vinn.
5. Gloriosa littonioides (Welw. ex Baker) J.C.Manning & Vinn.
6. Gloriosa modesta (Hook.) J.C.Manning & Vinn.
7. Gloriosa revoilii (Franch.) J.C.Manning & Vinn.
8. Gloriosa rigidifolia (Bredell) J.C.Manning & Vinn.
9. Gloriosa sessiliflora Nordal & Bingham
10. Gloriosa simplex L.
11. Gloriosa superba L.

## Sinonimi
- Clinostylis Hochst.
- Eugone Salisb.
- Littonia Hook.
- Mendoni Adans.
- Methonica Gagnebin